# (2482) Perkin
(2482) Perkin (1980 CO; 1953 VO2) ist ein ungefähr elf Kilometer großer Asteroid des äußeren Hauptgürtels, der am 13. Februar 1980 von den US-amerikanischen Astronomen Richard Eugene McCrosky, Cheng-yuan Shao, G. Schwartz und J. H. Bulger am Oak-Ridge-Observatorium (damals als Agassiz Station Teil des Harvard-College-Observatorium) (IAU-Code 801) entdeckt wurde. Er gehört zur Koronis-Familie, einer Gruppe von Asteroiden, die nach (158) Koronis benannt ist.

## Benennung
(2482) Perkin wurde nach Richard (1906–1969) und Gladys Perkin (1907–2000) benannt. Richard Perkin war der Gründer des Unternehmens PerkinElmer, die eine Reihe fortschrittliche astronomische Instrumente bauten, darunter das Hubble-Weltraumteleskop.